# Bahnhof Chur
Der Bahnhof Chur ist ein Bahnhof in der schweizerischen Stadt Chur. Der 1858 eröffnete Bahnhof ist aufgrund des Übergangs von den normalspurigen SBB auf die schmalspurige Rhätische Bahn der wichtigste Bahnknotenpunkt Graubündens.

## Geschichte und Entwicklung

### 1850 bis 1895
Die Planungen für den Bahnhof Chur begannen um 1850. Nach harten Diskussionen wurde der Bahnhof ausserhalb der Stadt am heutigen Standort erbaut. Die Eröffnung folgte am 30. Juni 1858 als Endbahnhof der Strecke Rorschach-Chur. Die Gleisanlage für einen Durchgangsbahnhof zeigt, dass eine Weiterführung Richtung Lukmanierpass vorgesehen war. Die Betreiber des Bahnhofs waren damals die Vereinigten Schweizerbahnen. Für den Bahnhof wurde vorerst nur ein provisorischer hölzerner Güterschuppen als Aufnahmegebäude errichtet. Doch schon 1860 entstand das in verändertem Zustand noch heute erkennbare Aufnahmegebäude. Es wurde jedoch 1876 an einen neuen Standort an der Gürtelstrasse 33 (bei der Abzweigung Scalettastrasse) versetzt, wo es bis 2022 stand. Wegen des stetig steigenden Fremdenverkehrs wünschte man sich ein neues Aufnahmegebäude, das am 1. November 1878 fertiggestellt wurde. Es besteht bis heute, wurde jedoch im Laufe der Jahre mehrere Male umgebaut.

### 1896 bis 1985

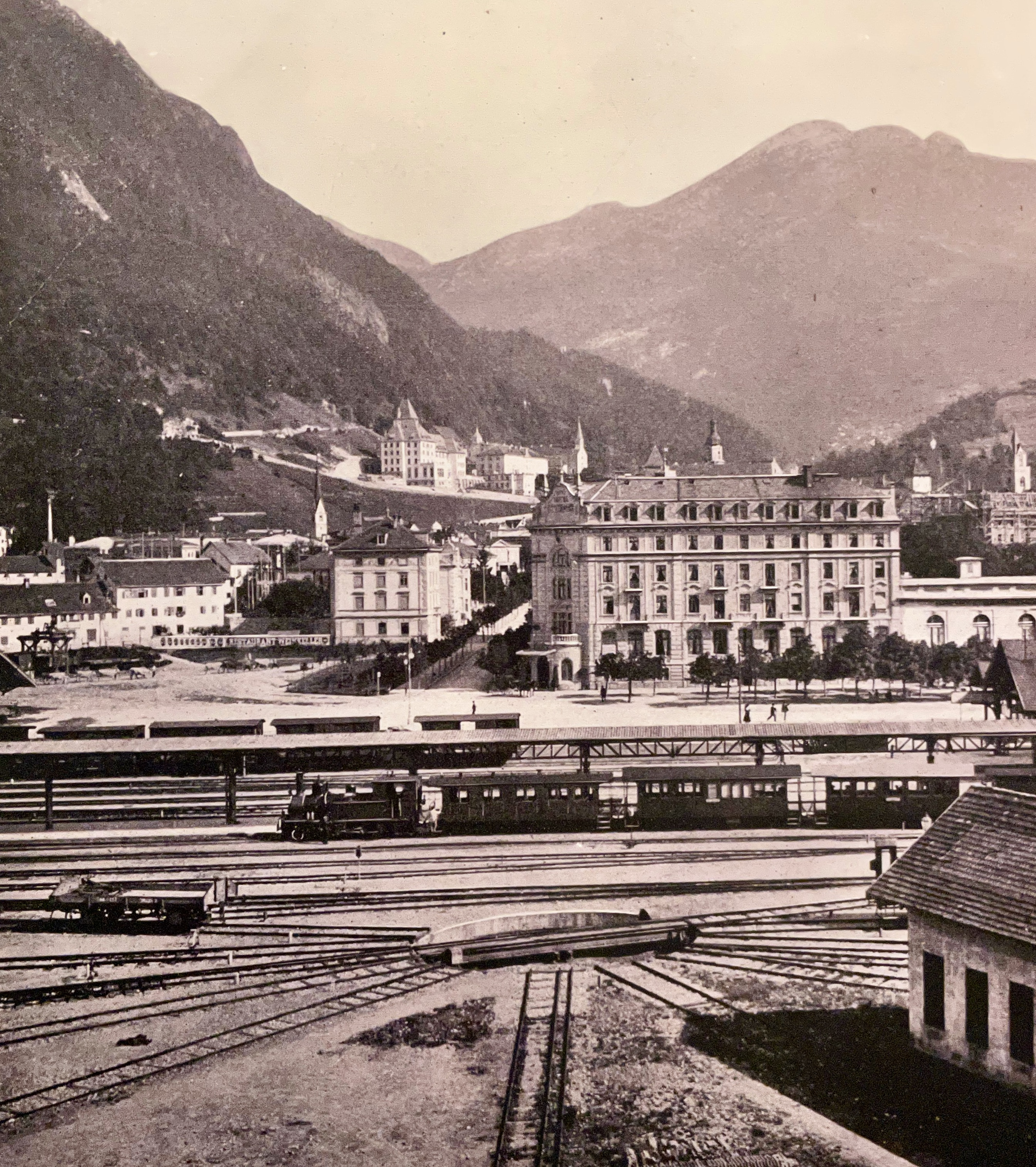
Bahnhof Chur 1906 mit Hotel Steinbock

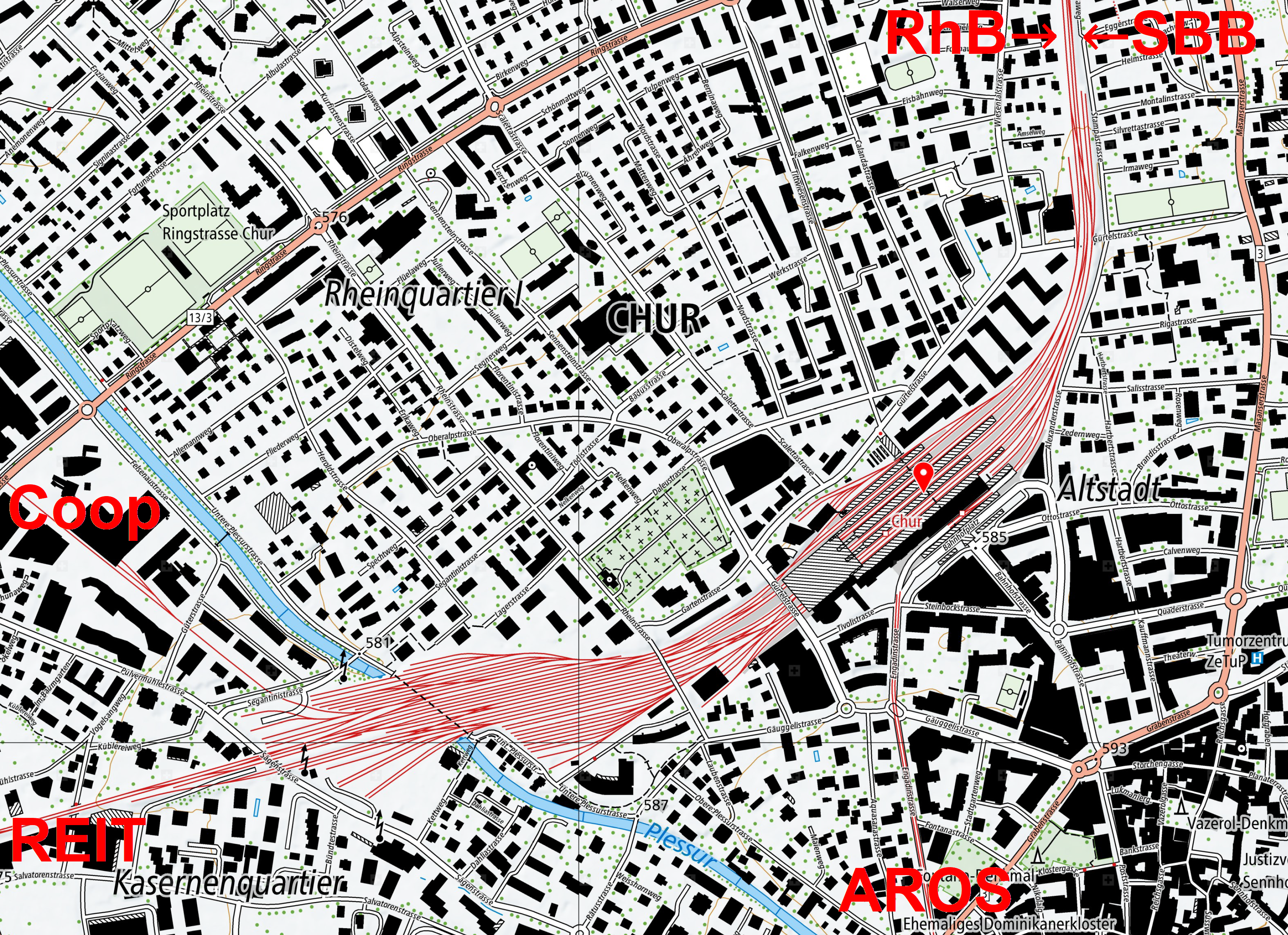
Kartenausschnitt Bahnhof Chur:
RhB: RhB nach Landquart SBB: SBB nach Landquart
REIT: RhB nach Reichenau-Tamins AROSA: RhB nach Arosa
Coop: Normalspur-Anschlussgleis zum Coop Verteilzentrum

Im Jahre 1896 eröffnete man die schmalspurige Bahnstrecke Landquart–Thusis der Rhätischen Bahn (RhB). Wegen eines Bundesratsentscheides wurde die RhB gezwungen, auf einen eigenen Bahnhof zu verzichten und sich stattdessen in den Bahnhof der Vereinigten Schweizerbahnen einzugliedern. Im Jahre 1903 wurde die Albulabahn eröffnet, welche einen weiteren Ausbau des Bahnhofs forderte. Im Jahre 1914 musste der Bahnhof auch noch den zusätzlichen Verkehr der neu eröffneten Bahnstrecke Chur–Arosa bewältigen. Wegen stark erhöhten Verkehrs wurde der Bahnhof in den Jahren 1926–1928 komplett umgebaut. Im Zuge dieses Umbaus erhöhte man die Anzahl der Gleise, baute neue Brücken und vereinfachte die Anordnung der Gleise. Die Hochbauten aus früherer Zeit wurden renoviert und neue Gebäude errichtet.

### 1985 bis heute
Heute liegt der Bahnhof mitten in Chur und bildet den Übergang zwischen der Alt- und der Neustadt. Das auffälligste Gebäude des Bahnhofs ist das 1993 fertiggestellte Dach mit dem Busbahnhof für Postautos. Im Jahre 1986 gewannen die Architekten Richard Brosi und Robert Obrist den ersten Preis eines Wettbewerbs für die Gestaltung des Bahnhofs. Die Idee war, eine luftige Bahnhofshalle entstehen zu lassen. Gebaut wurde die Halle von der Firma Tuchschmid AG aus Frauenfeld, die 1993 dafür mit dem Europäischen Stahlbaupreis ausgezeichnet wurde.
1988 stimmten die Churer Stimmbürger dem Projekt eines unterirdischen Bahnhofs für die Arosabahn sowie eines knapp drei Kilometer langen Mittenberg-Tunnels zwischen dem Bahnhof Chur und Sassal mit grosser Mehrheit zu. Infolge späterer Streichung von zunächst zugesicherten Bundesbeiträgen musste das Vorhaben, das im Zuge der geplanten Umstellung der Arosabahn auf 11 kV Wechselstrom hätte realisiert werden sollen, ein paar Jahre später jedoch aufgegeben werden. Die neue Bahnhofsanlage wäre dreigleisig und mit direktem Anschluss an das Stammnetz der RhB ausgelegt gewesen, wobei das dritte Gleis – etwas abseits gelegen – insbesondere dem Gepäck- und Güterumschlag bei Spitzenauslastung gedient hätte.
Die umfassendste Sanierung des Bahnhofs begann im Jahr 2000. Die komplette Umgestaltung des Bahnhofs ist ein Gemeinschaftsprojekt der SBB, der RhB und der Stadt Chur. Die neue Bahnhofsunterführung eröffnete im Jahr 2003 und wurde bis 2006 gegen Süden hin erweitert. Die Planung für die Neugestaltung des Bahnhofsareals und des Bahnhofsgebäudes wurde vom Architekten Conradin Clavuot entworfen. Die Perrons wurden auf die schweizweit übliche Höhe von 55 cm angehoben und die Dächer erneuert. Als Anschluss der neuen Personenunterführung wurde im Süden eine neue Ladenpassage eröffnet. Das alte Bahnhofsgebäude, das so genannte Belle Époque, wurde umfassend renoviert und 2007 fertiggestellt. An dieses wurde als nordöstliche Verlängerung ein neues Geschäfts- und Einkaufsgebäude angebaut. Diese beiden Bauten liegen zwischen dem Bahnhofplatz mit den Gleisen der RhB-Linie Chur-Arosa (Gleise 1 und 2) und den Gleisen der SBB, wobei Erstere von der Platzmitte zur nordwestlichen Gebäudefront (Bahnhofsgebäude und Neubau) hin verlegt wurden. Aus Richtung Landquart stossen zwei kurze meterspurige Abstellgleise an die Schmalseite des Neubaus. Die normalspurigen Bahnsteiggleise der SBB tragen die Nummern 4 bis 5 und 7 bis 9, wobei Gleis 4 mit einer Nutzlänge von lediglich 140 Metern direkt an den Neubau anstösst, auf halber Höhe desselben endet und dem von Thurbo betriebenen Rheintal-Nahverkehr dient; der restliche und überwiegende Teil des ersten Perrons wird dadurch zum Hausbahnsteig mit Gleis 5. Zwischen diesem und dem zweiten Bahnsteig verläuft ein bahnsteigloses Zirkulationsgleis. Auf dem dritten Bahnsteig kann direkt zwischen Zügen der SBB (Gleis 9) und solchen der RhB (Gleis 10) umgestiegen werden. Zwei weitere Perrons erschliessen die RhB-Gleise 11 bis 14. Beide Bahnen verlaufen von Landquart bis Chur unabhängig nebeneinander, Dreischienengleise gibt es im Bahnsteigbereich nicht.
Eines der beiden Streckengleise ist von Chur bis Domat/Ems dreischienig ausgeführt, die Normalspur wird aber nur für den Güterverkehr genutzt.
Der neue Terminal des Stadtbus Chur wurde ebenfalls näher an den Bahnhof verlegt und hat heute einen direkten Anschluss an die unterirdische Ladenpassage. Auch der Bahnhofplatz wurde umfassend neu gestaltet und im Jahre 2008 fertiggestellt.

## Betrieb

### Eisenbahn

#### SBB
- Chur – Zürich HB – Basel SBB – Frankfurt – Hamburg-Altona/Kiel
- Genève-Aéroport – Lausanne – Bern -Zürich HB – Chur verkehrt viermal täglich am Wochenende
- 3 Basel SBB – Zürich HB – Chur   BZ FS RZ, ( oder )
- 13 Zürich HB/St. Gallen – Sargans/Chur teilweise , teilweise  FS  (Alpenrhein-Express)
- 35 Bern – Burgdorf – Olten – Zürich HB – Chur  FS  (Aare Linth)
- S 12 Sargans – Chur (Thurbo)

#### RhB
- Zermatt – Brig – Andermatt – Disentis/Mustér – Chur – Samedan – St. Moritz       HN (Glacier Express)
- Chur – Samedan – Pontresina – Tirano +PR, teils   AW (Bernina Express)
- IR 38 Chur – Thusis – St. Moritz
- RE 6 Chur – Langwies – Litzirüti – Arosa
- RE 7 Chur – Reichenau-Tamins – Ilanz – Trun – Disentis/Mustér
- RE 8 Chur – Thusis
- R 16 Chur – Langwies – Litzirüti – Arosa (während Saison)
- S 1 Thusis – Rhäzüns – Reichenau/Tamins –  Chur – Landquart – Schiers
- S 2 Rhäzüns – Reichenau/Tamins –  Chur – Landquart – Schiers

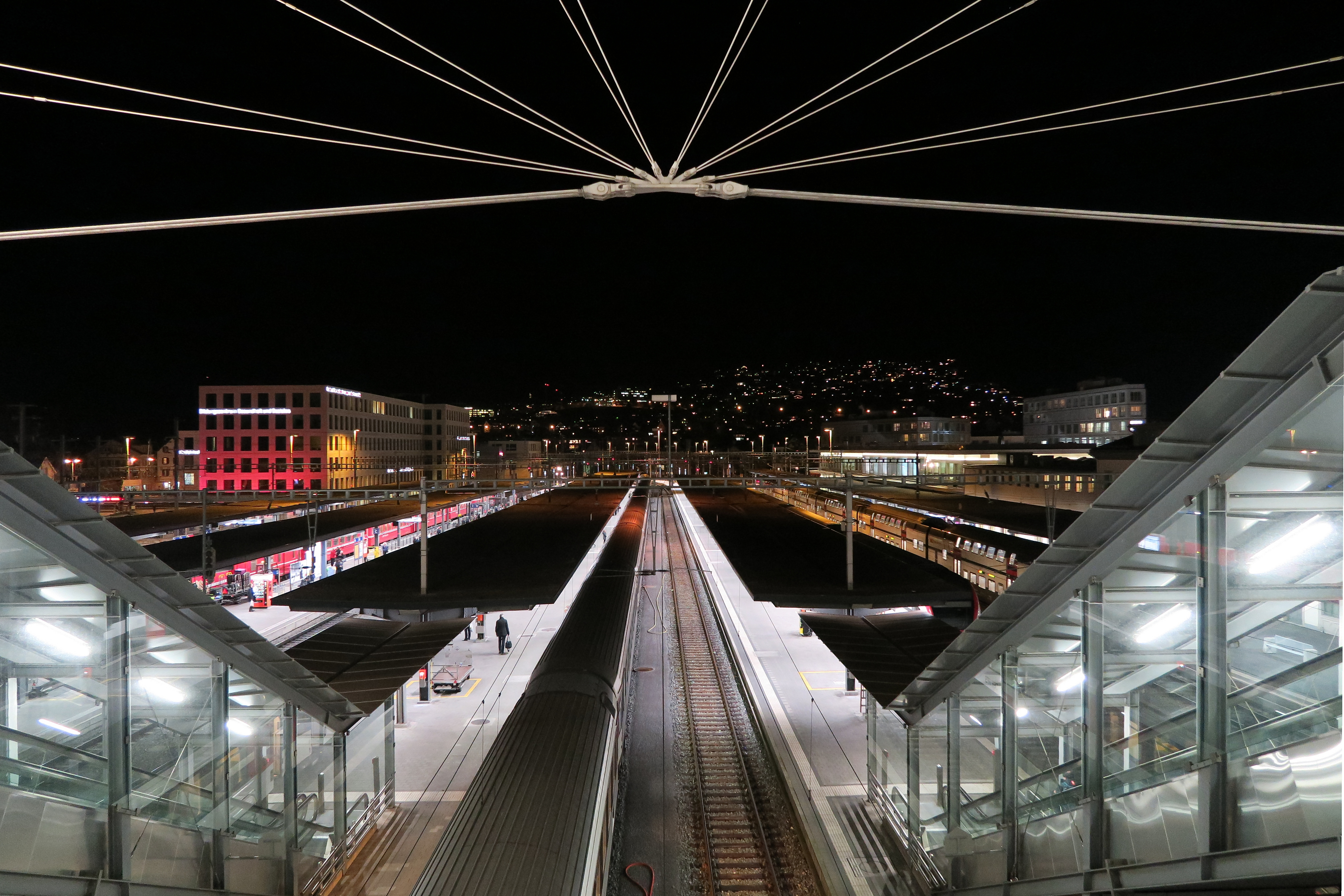
Bahnhof Chur bei Nacht (2014)
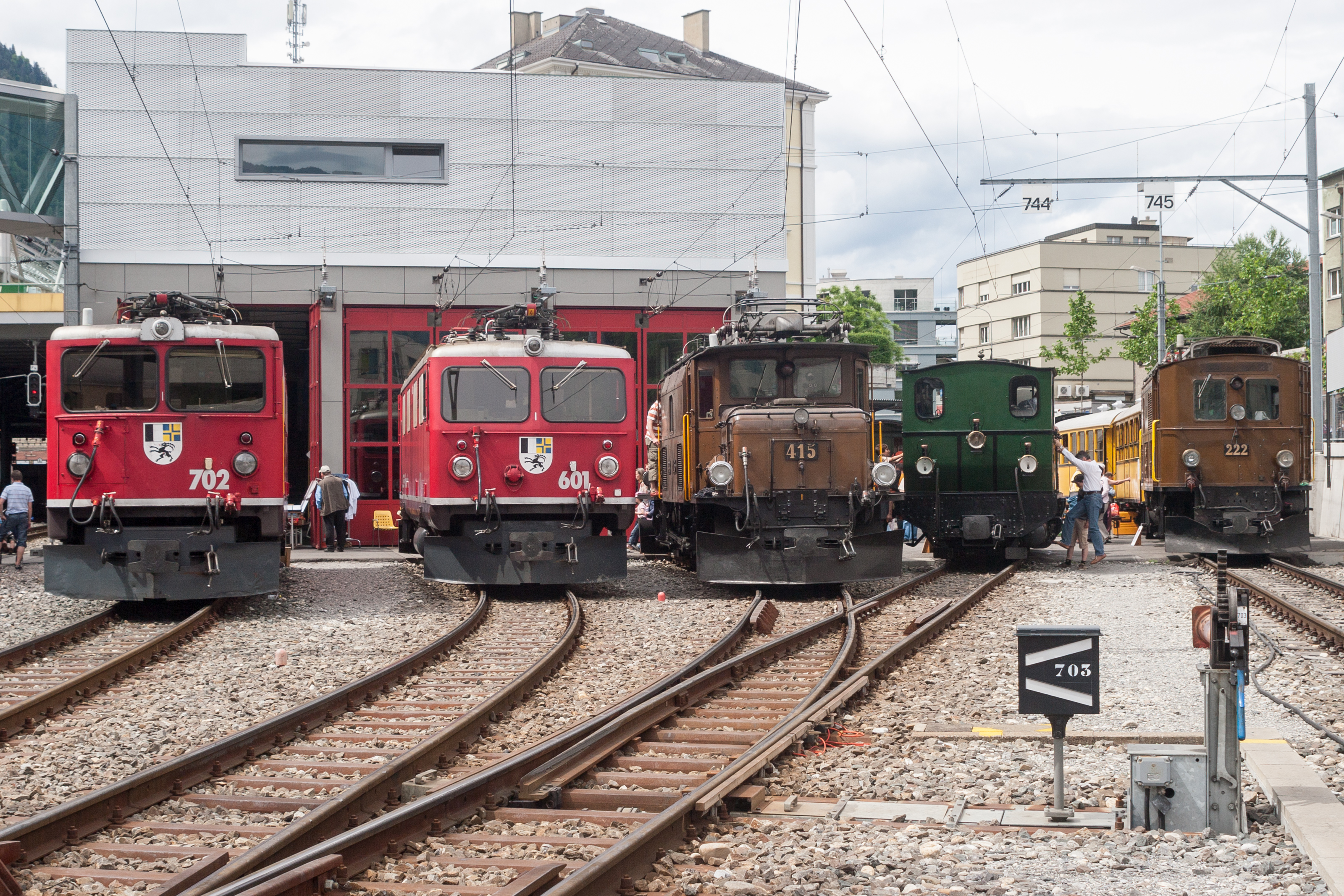
Lokomotiv-Parade bei der Wiedereröffnung des Bahnhofs Chur am 25. Mai 2008: Ge 6/6 II, Ge 4/4 I, Ge 6/6 I, G 3/4 „Rhaetia“, Ge 2/4. (2008)
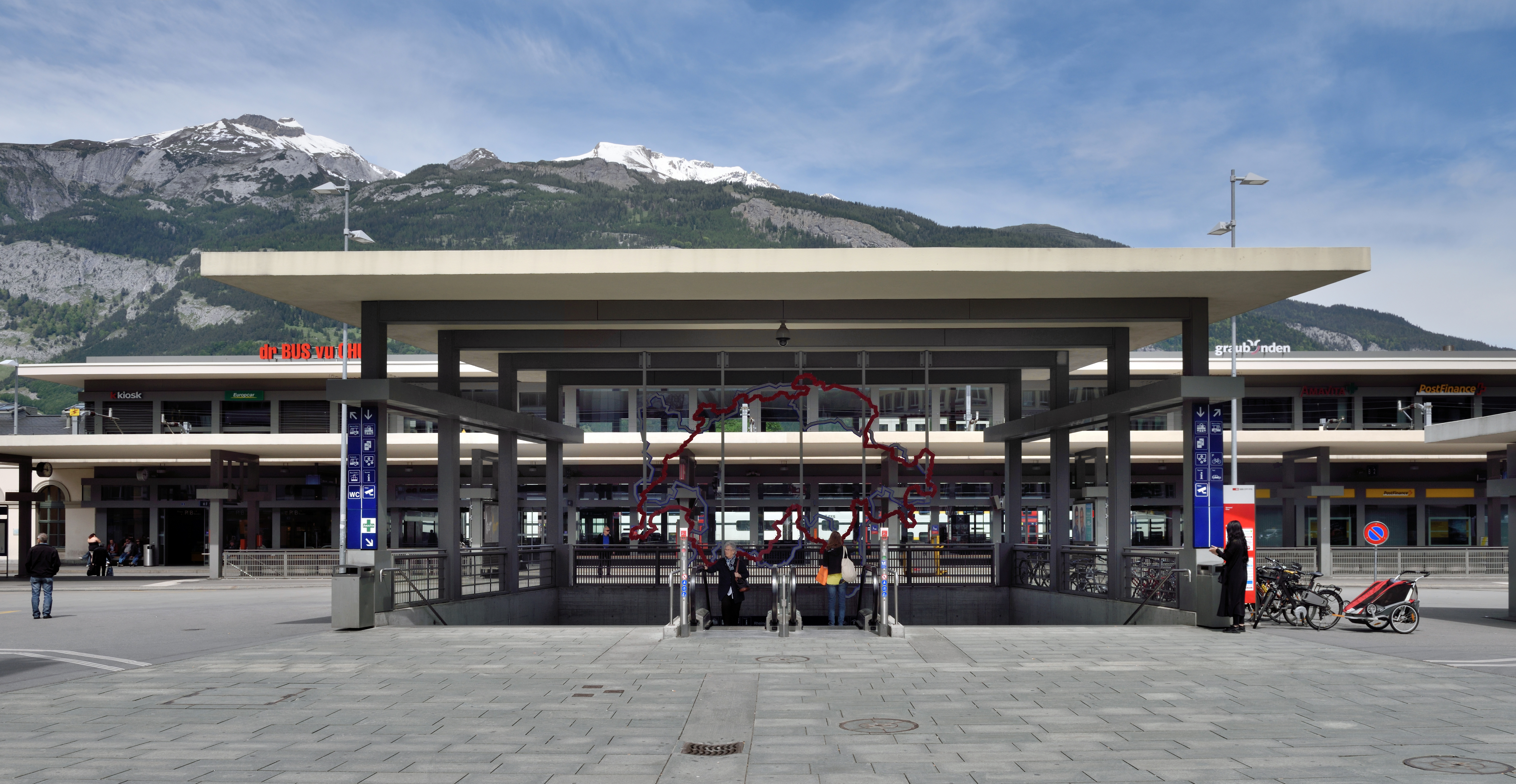
Neugestaltung Bahnhof Chur von Conradin Clavuot (2015)
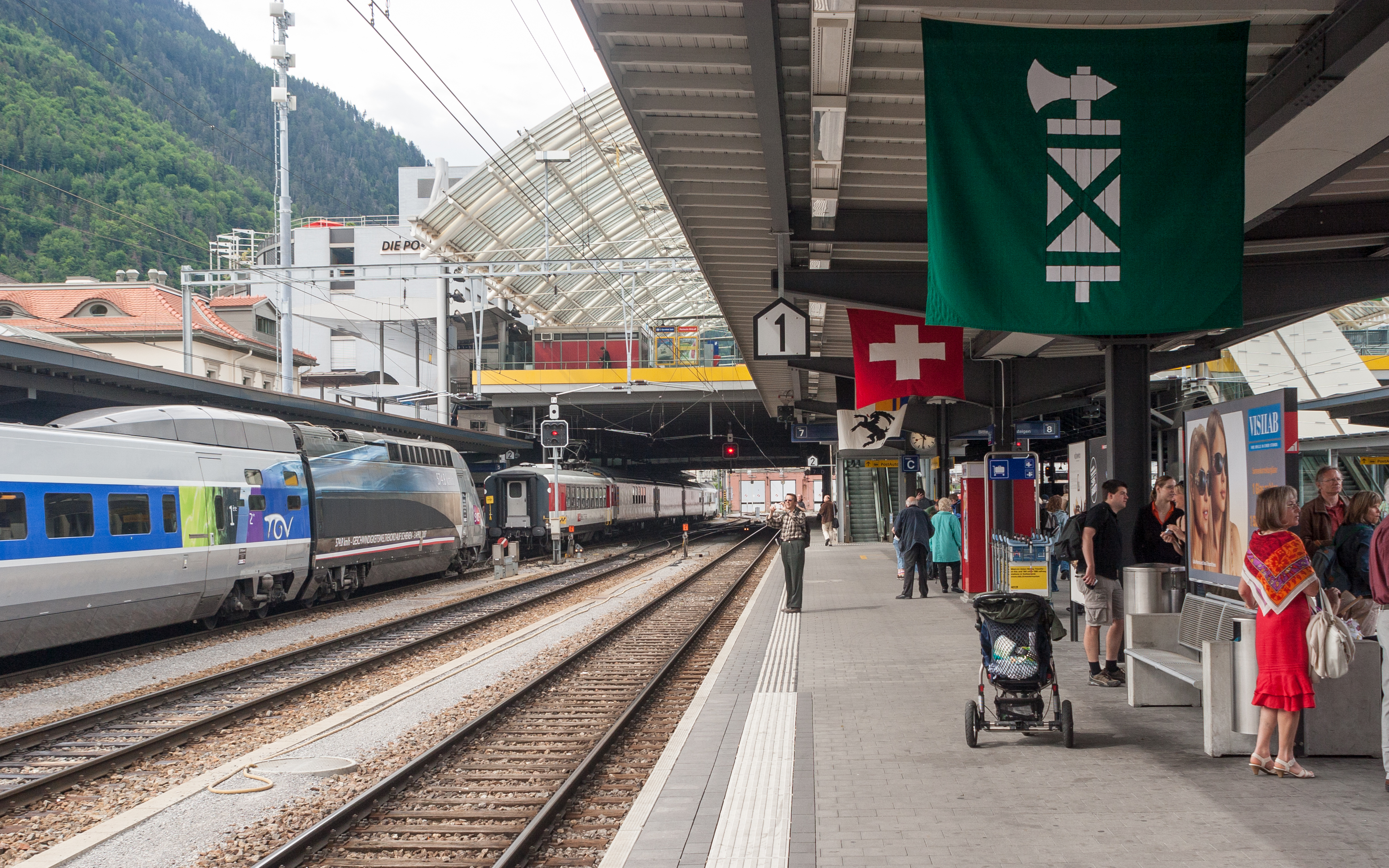
Bahnhof Chur mit Rekord-TGV (2008)
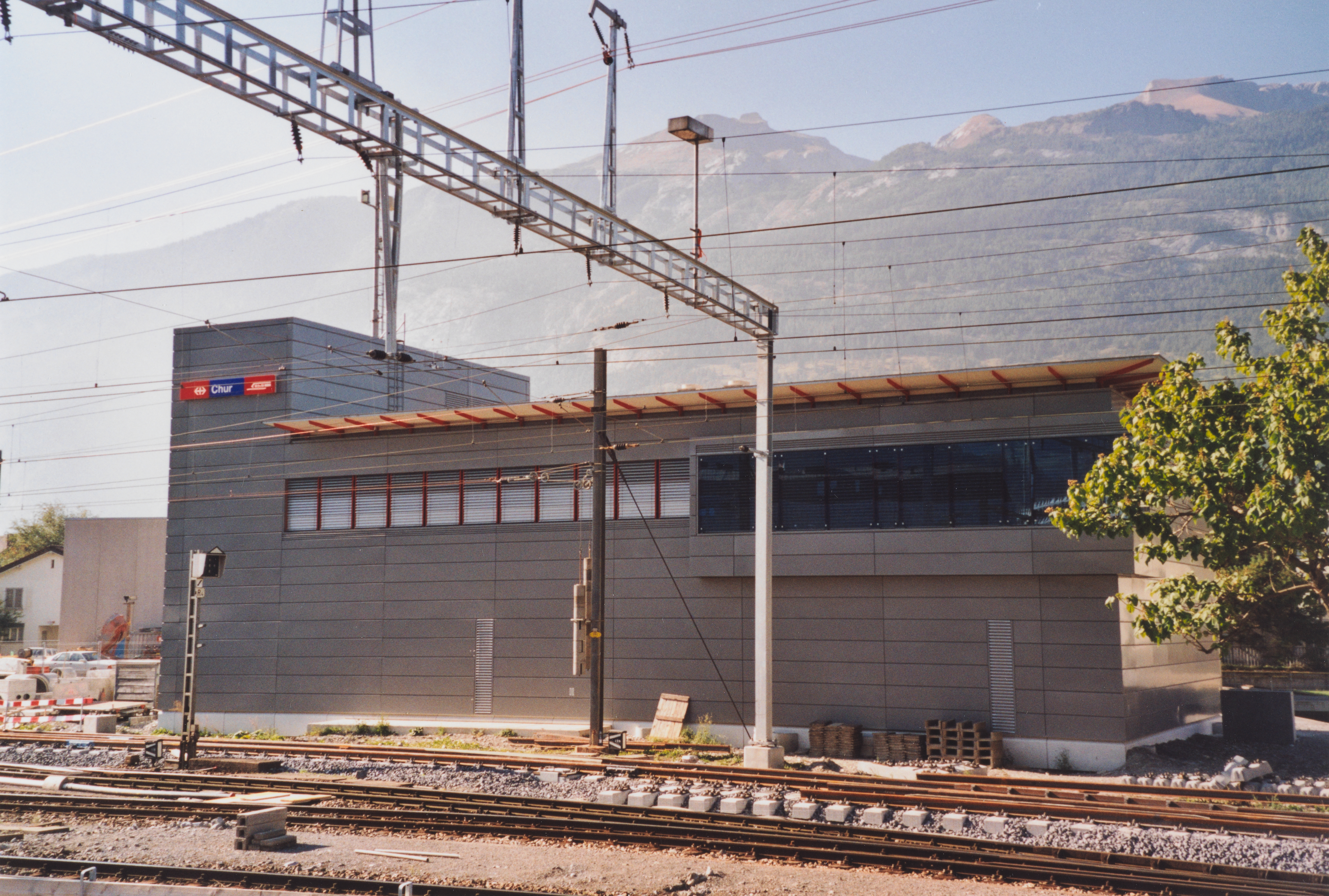
Stellwerkgebäude (2003)
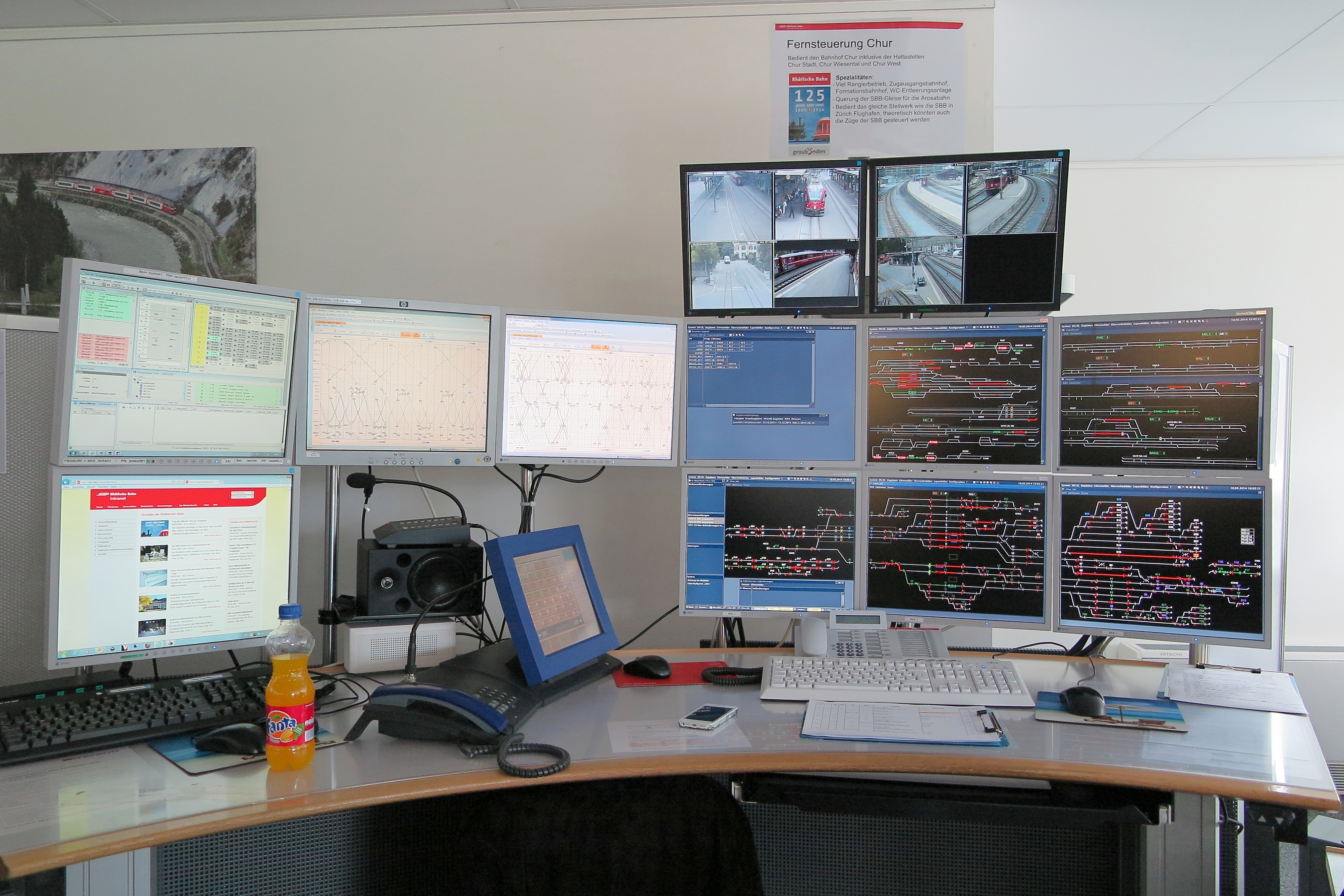
Fernsteuerung Chur im RhB Rail Control Center Landquart (2014)

### Busverkehr
- Der Stadtbus Chur hat seinen Terminal in der Nähe des Bahnhofs und bedient diese Station mit allen Linien.[6]
- Vom Busbahnhof unter dem Glasdach über den Bahnsteigen aus führen zahlreiche Postautolinien in die umliegenden Regionen